# Yanon Yapo

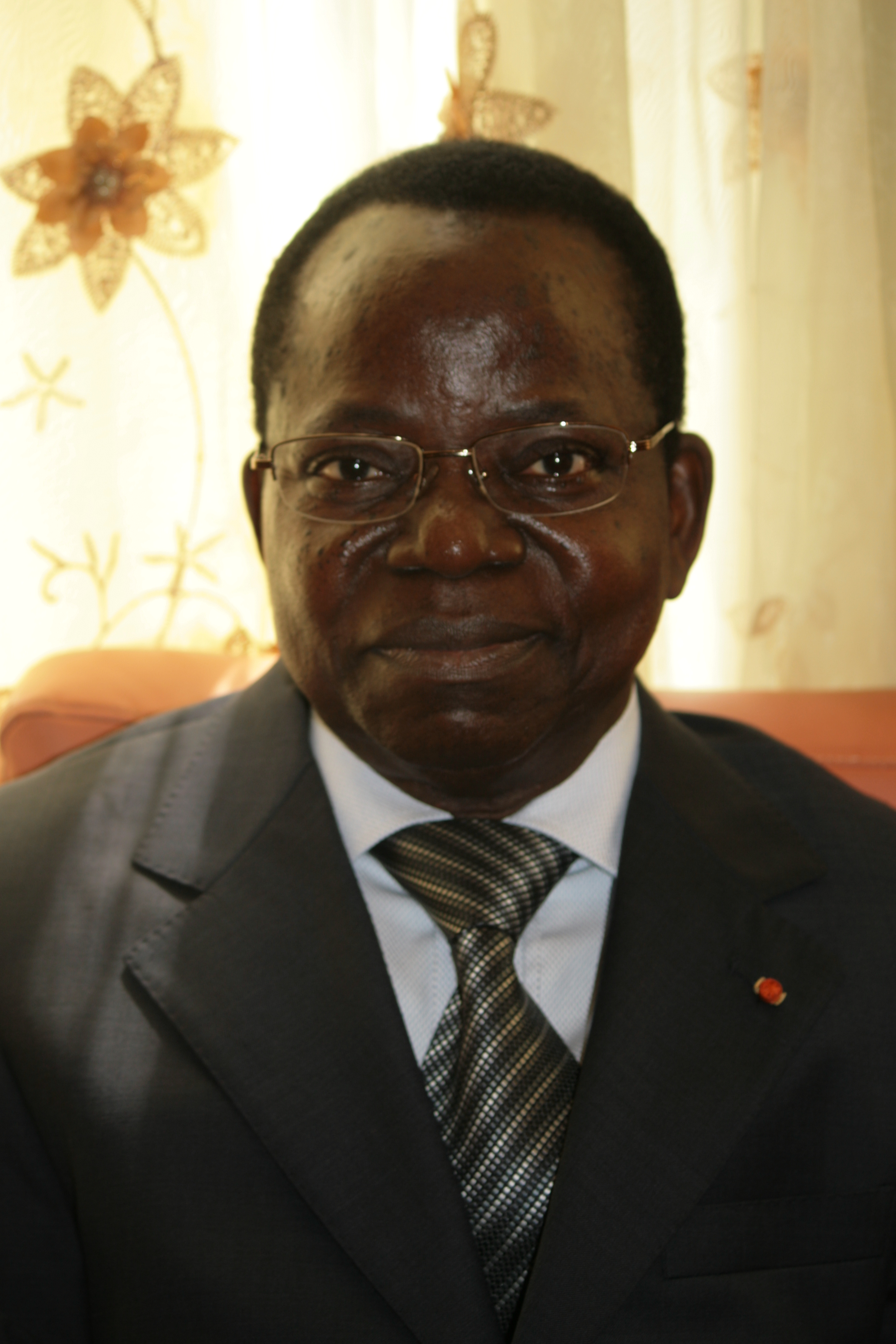
Yanon Yapo

Lambert Germain Yanon Yapo ist ein ivorischer Politiker.
Der Jurist war ab 2003 bis zur Ablösung durch Paul Yao-Ndré im Jahr 2009 Präsident des Verfassungsrats der Elfenbeinküste.
Er war im Zuge der Regierungskrise 2010/2011 vom 5. Dezember 2010 bis 11. April 2011 Siegelbewahrer und Minister für Justiz und Menschenrechte in der Regierung Aké N’Gbo.
Yapo war als Mitglied der Regierung Aké N'Gbo ab 11. Januar 2011 von Sanktionen der Europäischen Union betroffen. So durfte er nicht in die EU einreisen und seine Gelder wurden eingefroren.